# غواصة يو-39
يو-39 هي غواصة تابعة للإمبراطورية الألمانية خدمت مع 329 غواصة في البحرية الإمبراطورية الألمانية أثناء الحرب العالمية الأولى. شاركت في الحرب البحرية في الحرب العالمية الأولى خلال معركة الأطلسي الأولى. كانت ثاني انجح غواصة في الحرب حيث أغرقت 157  سفينة.